# Nâdiya

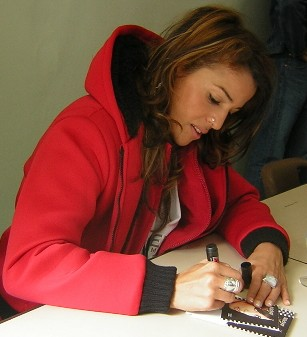
Nadiya (2006)

Nâdiya (* 19. Juni 1973 in Tours, Département Indre-et-Loire als Nadia Zighem) ist eine französische R&B- und Pop-Sängerin algerisch-französischer Abstammung.
Nâdiya wurde im Jahr 2001 durch ihr Lied J'ai confiance en toi bekannt. Außer in Frankreich ist Nâdiya auch in Belgien und der Schweiz erfolgreich.
Nach ihrem Bekanntwerden durch J'ai confiance en toi folgten mehrere Top-10-Hits.
Ihren ersten Nummer-eins-Hit in Frankreich erlangte sie im April 2008 in einem Duett mit Enrique Iglesias mit Tired of Being Sorry (Laisse le destin l'emporter).
2011 nahm sie an der zweiten Staffel der Tanzshow Danse avec les stars teil.

## Diskografie

### Alben
- 2001: Changer les choses

| Jahr | Titel          | Höchstplatzierung, Gesamtwochen, AuszeichnungChartplatzierungen (Jahr, Titel, Platzierungen, Wochen, Auszeichnungen, Anmerkungen) | Höchstplatzierung, Gesamtwochen, AuszeichnungChartplatzierungen (Jahr, Titel, Platzierungen, Wochen, Auszeichnungen, Anmerkungen) | Höchstplatzierung, Gesamtwochen, AuszeichnungChartplatzierungen (Jahr, Titel, Platzierungen, Wochen, Auszeichnungen, Anmerkungen) | Anmerkungen                             |
| Jahr | Titel          | FR | BEW | CH | Anmerkungen                             |
| ---- | -------------- | --- | --- | --- | --------------------------------------- |
| 2004 | 16/9           | FR6 Platin · (93 Wo.)FR | BEW19 (32 Wo.)BEW | CH76 (13 Wo.)CH | Erstveröffentlichung: Mai 2004          |
| 2006 | Nâdiya         | FR1 Platin · (63 Wo.)FR | BEW4 (20 Wo.)BEW | CH14 (14 Wo.)CH | Erstveröffentlichung: 5. Juni 2006      |
| 2007 | La source      | FR35 (10 Wo.)FR | BEW60 (6 Wo.)BEW | — | Erstveröffentlichung: 12. November 2007 |
| 2008 | Électron libre | FR69 (10 Wo.)FR | BEW61 (7 Wo.)BEW | — | Erstveröffentlichung: 5. Dezember 2008  |

### Singles
| Jahr | Titel Album                                                       | Höchstplatzierung, Gesamtwochen, AuszeichnungChartplatzierungen (Jahr, Titel, Album, Platzierungen, Wochen, Auszeichnungen, Anmerkungen) | Höchstplatzierung, Gesamtwochen, AuszeichnungChartplatzierungen (Jahr, Titel, Album, Platzierungen, Wochen, Auszeichnungen, Anmerkungen) | Höchstplatzierung, Gesamtwochen, AuszeichnungChartplatzierungen (Jahr, Titel, Album, Platzierungen, Wochen, Auszeichnungen, Anmerkungen) | Anmerkungen                                       |
| Jahr | Titel Album                                                       | FR | BEW | CH | Anmerkungen                                       |
| ---- | ----------------------------------------------------------------- | --- | --- | --- | ------------------------------------------------- |
| 2001 | J’ai confiance en toi Changer les choses                          | FR38 (13 Wo.)FR | — | — |                                                   |
| 2001 | Chaque fois Changer les choses                                    | FR27 (18 Wo.)FR | — | CH29 (11 Wo.)CH |                                                   |
| 2004 | Parle-moi 16/9                                                    | FR2 Silber · (24 Wo.)FR | BEW2 (24 Wo.)BEW | CH11 (28 Wo.)CH | Erstveröffentlichung: 29. März 2004               |
| 2004 | Et c’est parti… 16/9                                              | FR5 Gold · (22 Wo.)FR | BEW2 (28 Wo.)BEW | CH21 (21 Wo.)CH | Erstveröffentlichung: 5. Juli 2004 feat. Smartzee |
| 2004 | Si loin de vous (Hey oh… par la radio) 16/9                       | FR6 Silber · (21 Wo.)FR | BEW4 (21 Wo.)BEW | CH27 (19 Wo.)CH | Erstveröffentlichung: 22. November 2004           |
| 2006 | Tous ces mots Nâdiya                                              | FR2 Silber · (23 Wo.)FR | BEW4 (22 Wo.)BEW | CH25 (20 Wo.)CH | feat. Smartzee                                    |
| 2006 | Roc Nâdiya                                                        | FR2 Gold · (24 Wo.)FR | BEW2 (22 Wo.)BEW | CH29 (19 Wo.)CH | Erstveröffentlichung: 16. Juni 2006               |
| 2006 | Amies-ennemies Nâdiya                                             | FR4 Silber · (29 Wo.)FR | BEW3 (25 Wo.)BEW | CH40 (13 Wo.)CH | Erstveröffentlichung: 27. Oktober 2006            |
| 2007 | Vivre ou survivre La source                                       | FR26 (17 Wo.)FR | — | — |                                                   |
| 2008 | Tired of Being Sorry (Laisse le destin l’emporter) Électron libre | FR1 Gold · (46 Wo.)FR | BEW1 (30 Wo.)BEW | CH6 (30 Wo.)CH | Enrique Iglesias feat. Nâdiya                     |

Weitere Singles
- 1999: Dénoue mes mains
- 2005: Signes
- 2008: No Future in the Past (mit Kelly Rowland)
- 2009: J’irai jusque là

### Videoalben
- 2005: Nadiya: L'Histoire En 16/9 (FR: Platin)